# Guernsey
Guernsey (IPA: [ˈgɜːnzɪ]) a Guernsey Bailiffség része, a második legnagyobb Csatorna-sziget.

## Közigazgatás
| Sorszám | Név                 | Lakosság (2001) | Terület(km²) | Térkép |
| ------- | ------------------- | --------------- | ------------ | ------ |
| 1       | Kastel              | 8 975           | 10           |        |
| 2       | Forest              | 1549            | 4,2          |        |
| 3       | St. Andree          | 2 409           | 4,4          |        |
| 4       | St. Martin          | 6 267           | 7,3          |        |
| 5       | St. Peter Port      | 16 488          | 6,5          |        |
| 6       | St. Pierre di Bojis | 2 188           | 6,2          |        |
| 7       | St. Samson          | 8 592           | 6,0          |        |
| 8       | St. Savioir         | 2 696           | 6,2          |        |
| 9       | Tortval             | 973             | 3,1          |        |
| 10      | Vale                | 9 573           | 8,8          |        |